# Centro de Investigación y Tecnología Industrial de Cantabria
El Centro de Investigación y Tecnología Industrial de Cantabria (Citicán) es una organización interdepartamental de la Universidad Europea del Atlántico creada para desarrollar proyectos de I+D+i que contribuyen a incrementar la actividad científica de Cantabria y a mejorar la sociedad española a través de la promoción de actividades relacionadas con la transferencia de conocimiento.
Para alcanzar sus objetivos, esta fundación sin ánimo de lucro ha puesto en marcha, por sí sola o en colaboración con otras entidades públicas o privadas, diferentes líneas de investigación que giran en torno a sectores industriales clave, como el agroalimentario, las tecnologías de la información, y las tecnologías alimentarias y la nutrición, entre otros.[cita requerida]
Su proyecto de investigación con código CEI-23/2020 es nombrado en «Kid influencers» y redes sociales. Estrategias de «product placement» en el perfil de Instagram de Atantxa Parreño y en  Violencia de género en período de pandemia de coronavirus en los países del G-20: Campañas publicitarias en redes sociales.
Constituido tanto por personal adscrito a la Universidad Europea del Atlántico como por una red de colaboradores externos, alumnos y empresas de diferentes sectores, el centro fomenta la creación de vínculos de investigación a nivel nacional e internacional, especialmente con Europa e Iberoamérica, y sirve para impulsar las alianzas entre empresas, centros tecnológicos y diferentes universidades.
En 2023 la Fundación Innovación y Desarrollo (Fidban), de la que es patrono fundador, presentó a posibles inversores dos proyectos de sendas startups.